# Ludwig Schön (Politiker)
Ludwig Schön (* 1918 in der Pfalz; † 1983) war ein deutscher Kommunalpolitiker (SPD). Er war von 1964 bis 1978 Oberbürgermeister von Neuwied und zuvor Bürgermeister von Bad Dürkheim.

## Leben
Ludwig Schön  war ab 1935 im Verwaltungsdienst tätig. Von 1954 bis 1961 gehörte Schön der Geschäftsleitung der städtischen Wohnungsbaugesellschaft GEWO in Speyer an. Er wurde 1961 zum Bürgermeister von Bad Dürkheim gewählt und drei Jahre später als Nachfolger von Friedrich Buchheim (FDP) Oberbürgermeister von Neuwied. Nach der Gründung der „neuen Stadt Neuwied“ durch Eingemeindung der heutigen zwölf Stadtteile, die zuvor zu den Verbandsgemeinden Engers und Niederbieber-Segendorf gehört hatten, wurde Schön vom Stadtrat in der konstituierenden Sitzung am 19. Dezember 1970 im Amt des Oberbürgermeisters bestätigt. Er war der einzige Kandidat und erhielt 35 Ja-, vier Nein-Stimmen und vier Enthaltungen. Neben seiner Tätigkeit als Oberbürgermeister gehörte Schön auch dem Kreistag Neuwied und dem Kreisausschuss an. Schön übte das Amt des Oberbürgermeisters bis 1978 aus und wurde in jenem Jahr mit dem Bundesverdienstkreuz und dem Ehrenteller der Stadt Neuwied ausgezeichnet. Sein Nachfolger als Oberbürgermeister wurde Karl-Heinz Schmelzer (SPD), der während Schöns Amtszeit bereits als Erster Bürgermeister dem Stadtvorstand angehört hatte. Ludwig Schön starb am 3. Mai 1983 und wurde am 7. Mai 1983 auf dem Friedhof in Neuwied-Feldkirchen beigesetzt.